# Trirhithrum nitidum
Trirhithrum nitidum är en tvåvingeart som först beskrevs av Roder 1885.  Trirhithrum nitidum ingår i släktet Trirhithrum och familjen borrflugor. Inga underarter finns listade i Catalogue of Life.